# Репяховка (Харьковская область)
Репяховка (укр. Реп'яхівка), село (до 2009 г. — посёлок),
Боровской сельский совет,
Змиёвский район,
Харьковская область.
Код КОАТУУ — 6321781008. Население по переписи 2001 года составляет 8 (5/3 м/ж) человек.

## Географическое положение
Село Репяховка находится на правом берегу реки Боровая, которая через 2 км впадает в реку Мжа (левый приток), на расстоянии в 1 км проходит железная дорога, ближайшие станции Платформа 16 км и Соколово (2 км).
Село окружено большим лесным массивом урочище Малый Бор (сосна).

## Происхождение названия
В некоторых документах село называется как Репьяховка.

## История
- 1686 - дата основания.

## Экономика
- Молочно-товарная ферма.